# Abacetus aeneocordatus
Abacetus aeneocordatus là một loài bọ chân chạy thuộc phân họ Pterostichinae. Loài này được Straneo mô tả lần đầu năm 1940 và được tìm thấy ở Bờ Biển Ngà, châu Phi.